# روبي بوشيت
روبي بوشيت (من مواليد 14 سبتمبر 1995) عارضة أزياء بونيرية وحاملة لقب ملكة الجمال. مثلت بوشيت بلايا باريبا في ملكة جمال بونير 2022، حيث توجت بلقب ملكة جمال بونير 2022. ضمت محكمتها كارولين بوراس من أنتريول وميشيل إمرينسيانا من كرالينديجك. تم الإعلان عنها كأول ملكة جمال بونير الكبرى في عام 2023، قام بوشيت لاحقًا بتمثيل بونير في مسابقة ملكة جمال الدولية الكبرى 2023، التي أقيمت في مدينة هوشي منه، فيتنام، في أواخر عام 2023، لكنها لم تكن في مكانها.

## نشأتها
ولدت روبي بوشيت عام 1988 أو 1989، في كرالينديجك، بونير. حصلت على درجة البكالوريوس في برنامج الإعلان من جامعة هيوستن في عام 2019، وتعمل كمنسقة مجتمع ومحتوى لمنظمة بيئية غير حكومية منذ ذلك الحين.